# Uruk-Warka-Sammlung Heidelberg
Die Uruk-Warka-Sammlung ist eine Sammlung von Funden der archäologischen Ausgrabungen in Uruk, heute Warka, im Südirak. Als Leihgabe des Deutschen Archäologischen Instituts befindet sie sich in der Universität Heidelberg. Die Sammlung ist zurzeit nicht öffentlich ausgestellt und nur auf Voranmeldung zugänglich.
Die Funde der Uruk-Warka-Sammlung stammen vor allem aus den 1950er und 1960er Jahren, als aufgrund von Fundteilung unter dem damaligen Ordinarius Adam Falkenstein viele Gegenstände an das orientalische Institut der Universität gelangten. Diese Gegenstände entstammen einem Zeitraum von sechs Jahrtausenden (frühes Chalkolithikum bis Sassanidenzeit) und bestehen aus Skulpturen, Baudekorationen, Metallgegenständen, Keramik, Siegel und Siegelabrollungen sowie Schmuck. Einige dieser Gegenstände stellen weltweite Unikate dar. Ein besonderer Schwerpunkt der Sammlung liegt auf Zeugnissen der Schriftgeschichte, die teilweise auch von anderen Fundorten stammen und die Entwicklung von Schrift vom frühen 4. Jahrtausend vor Christus bis zum Ende der Keilschrift in den letzten Jahrhunderten vor Christus nachzeichnen. Nach den Sammlungen des British Museum, des Louvre und des Vorderasiatischen Museums Berlin ist die Heidelberger Uruk-Warka-Sammlung die viertgrößte und -bedeutendste Sammlung ihrer Art in Europa.
Erstmals wurden die Funde der Uruk-Warka-Sammlung zwischen dem 600. Gründungsjubiläum der Universität 1986 und dem 39. Rencontre Assyriologique Internationale in Heidelberg 1992 gezeigt; der Zugang war jedoch auf Fachpersonal beschränkt. Seit 1995 ist die Sammlung nach Voranmeldung für die Allgemeinheit geöffnet.

## Personal
Die wissenschaftliche Leitung obliegt üblicherweise der Professur mit Schwerpunkt Sumerologie.
Direktoren
- 2009–2013 Markus Hilgert
- 2014 Stefan Maul (kommissarisch)
- seit 2015 Kai Lämmerhirt

Kuratoren
- 1985–1990 Michael Müller-Karpe
- seit 2015/17 Kristina Sieckmeyer[1]